# نورثروب غرومان كيه سي-45
الطائرة نورثروب غرومان/إي إيه دي إس كيه سي-45 هي طائرة خزان لعمليات تموين الوقود في الجو مطوره من الطائرة إيرباص إيه 330 إم آر تي تي (كيه سي-30) وهي الطراز العسكري من الطائرة المدنية إيرباص إيه 330-200. أصدرت القوات الجوية الأمريكية أمر توريد عدد 179 طائرة من الطراز KC-45A كخطوه أولي لاستبدال الطائرة الخزان كيه سي-135 والتي هي كانت حينها في الخدمة. لكن توقف العطاء في يونيو 2008، بعدما اعترضت بوينغ. ثم ألغي المشروع في سبتمبر 2008.

## التطوير

### الخلفية
قررت القوات الجوية الأمريكية في أواخر التسعينيات وبداية الألفية الجديدة باستبدال طائراتها الكية سي-135. كبداية للاستبدال فضل طراز طائرة خزان من الطائرة بوينغ 767-200 عن طراز طائرة خزان من إيرباص إيه 330. وبدل من عملية الشراء المعتادة في القوات الجوية الأمريكية، قررت أن تؤجر الطائرات 767 الخزان من بوينغ. في يناير 2006، أعلن وزير الدفاع الأمريكي دونالد رامسفيلد عن إلغاء عقد كيه سي-767. هذا تبعه أنباء عامة عن ما حواه العقد من فساد، بالإضافة إلى جدال حول عملية التأجير المستخدمة في العقد بدلاً من عملية الشراء المعتاده. لاحقاً وجد أن المسؤله السابقة عن المشتريات في القوات الجوية الأمريكية دارلين دراين ومدير مكتب تمويل العملاء في بوينغ مايكل إم. سيرز مدانين بالفساد. وصرح رامسفليد وزير الدفاع أن هذه الخطوة لن تنال من قدرة القوات الجوية لتسليم مهمة الطائرة كيه سي-767، التي ينبغي إنجازها من خلال الاستمرار تطوير أساطيل الطائرات الخزان كيه سي-135 ستراتوتانكر وكيه سي-10 إكستيندر

### برنامج كيه سي-إكس
في عام 2006، أعلنت القوات الجوية الأمريكية عن طلب عروض أسعار لطائرة خزان جديدة والطلب معروف تحت اسم كيه سي-إكس (KC-X)، والذي حدث في يناير 2007. كيه سي-إكس هو المرحلة الأولي من برنامج ذو ثلاث مراحل لاستبدال أسطول الكية سي-135.
في 29 فبراير 2008، أعلنت وزارة الدفاع الأمريكية عن أنها اختارت نورثروب غرومان كيه سي-30 (عينت ككيه سي-45إيه من قبل القوات الجوية الأمريكية) فضلاً عن الطائرة الخزان بوينغ كيه سي-767 للمرحلة الأولي من البرنامج. في 11 مارس 2008 قدمت بوينغ معارضة لمكتب المحاسبة الحكومي ضد عقد نورثروب غرومان; ومن بعدها دخل الطرفان في جدال إعلامي كلن لصالح طائرته.
في 18 يونيو 2008 حل مكتب المحاسبة الحكومي الجدال وأعطي العقد لبوينغ بدلاً من نورثروب غرومان، مشيرًا أن القوات الجوية الأمريكية لم تقيم على الوجه الصحيح عطاء بوينغ ونورثروب غرومان. وصرح وكيل وزارة الدفاع جون يونغ والذي كان مسؤولًا عن عملية الاستعراض، أن القوات الجوية لم تعد موكله بعملية الإرساء. ثم ألغيت القوات الجوية الأمريكية المشروع في 10 سبتمبر 2008، وأن التمويل المطلوب للبرنامج كيه سي-إكس حول لبرنامج إف واي10-إف واي15.